# Macelleria

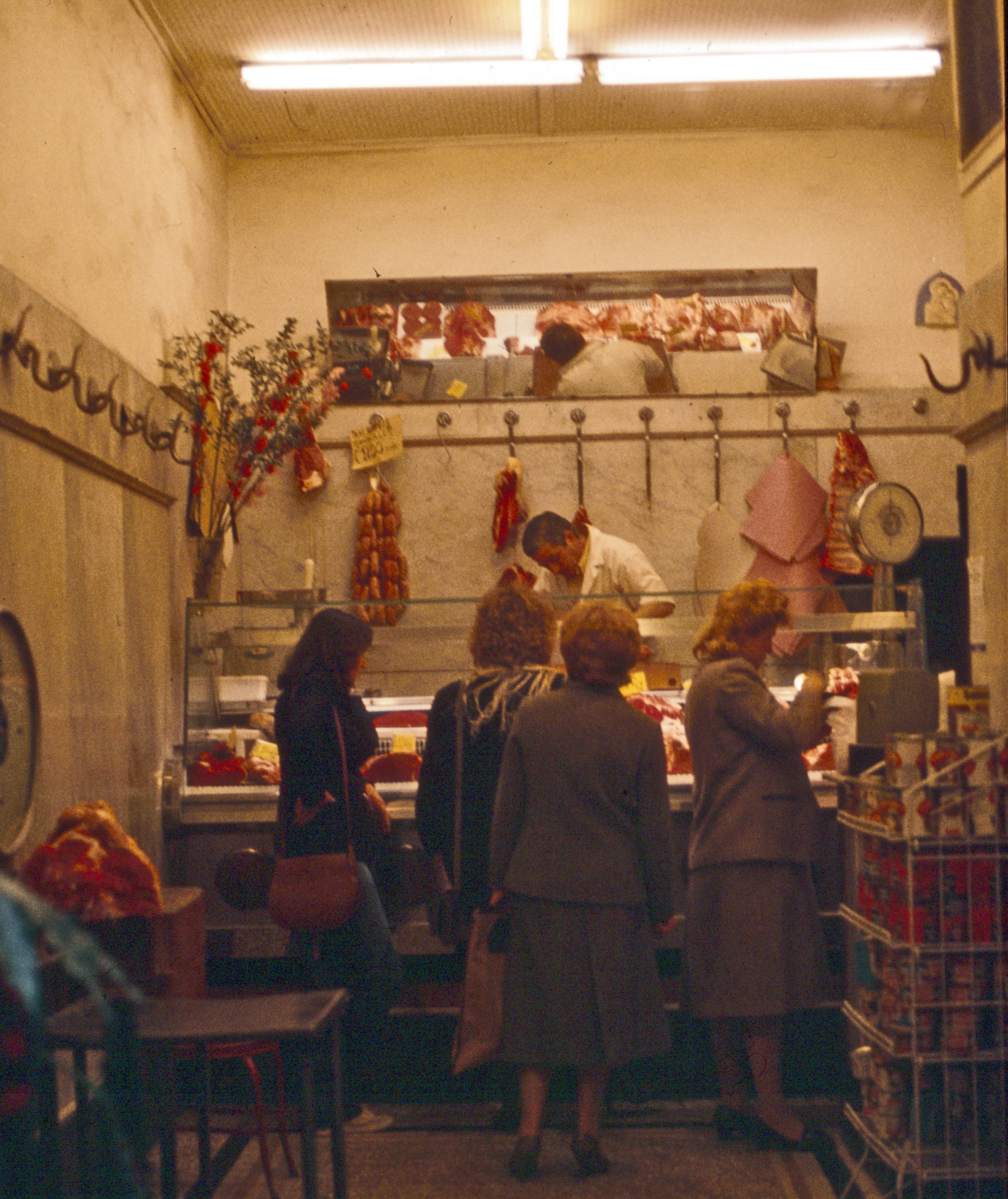
Una macelleria di Firenze del 1983.

La macelleria (dal latino macellum, “mercato”) è un negozio specializzato nella vendita di carni e derivati, come ad esempio bistecca, prosciutto e carni affettate di manzo, maiale, tacchino, cavallo e pollo.
Molte volte le macellerie, per ampliare le vendite, propongono anche altri prodotti correlati, come ad esempio le uova fresche di gallina.

## Sinonimi ed etimologia

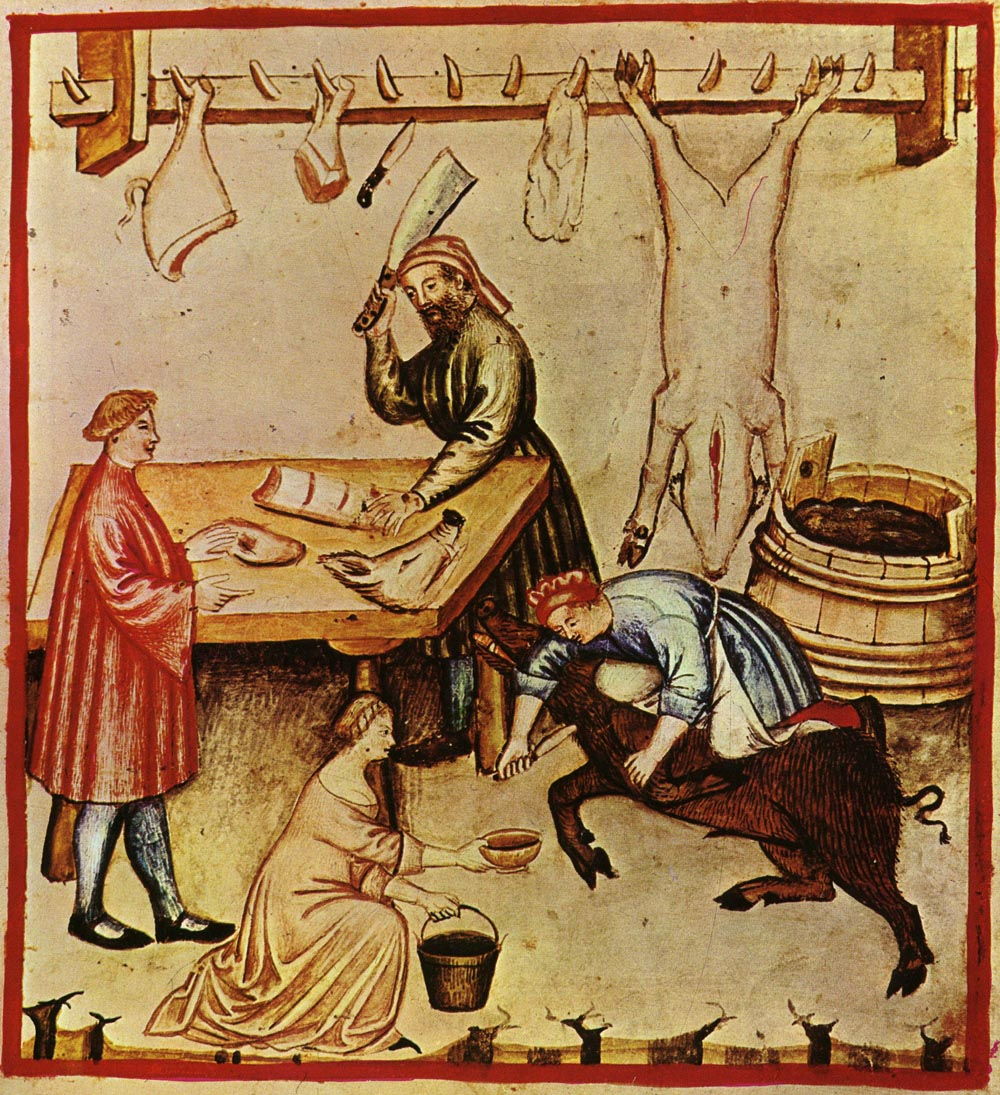
Una macelleria, Tacuinum sanitatis Casanatensis (XIV secolo)

La parola macelleria deriva dal macellum latino: mattatoio e mercato delle carni.
Un sinonimo di macelleria è "beccheria".  Il nome beccheria deriva da beccaio, che sarebbe colui che lavora nella bottega, che a sua volta deriva dal "becco", un modo per chiamare il caprone - oggetto della macellazione - in alcune regioni italiane. Quest'ultima infatti era chiamata bottega di beccaio o macelleria.

## Macellazioni rituali
Le norme ebraiche per la macellazione di animali da carne impongono regole che sono esplicitate con il nome di Shechitah e l'operazione può essere eseguita solo da esperti macellai chiamati shocḥet.
Analogamente l'Islam prevede regole particolari per la macellazione di animali da carne, che, se ottenuta tramite macellazione effettuata in tal modo, è considerata Ḥalāl, cioè "permessa" (per l'alimentazione).
I negozi di vendita di carni macellate che siano destinate a clienti ebrei o musulmani osservanti devono approvvigionarsi di carni il cui metodo di macellazione ha seguito le norme prescritte dalle rispettive religioni.